# 中華路 (新竹市)
中華路為臺灣新竹市東北-西南的主要幹道之一。共分為六段，北至頭前溪大橋（新竹縣竹北市界）起，銜接中華路；南至中隘里苗栗縣竹南鎮邊境（新竹市苗栗縣界）止，銜接中華路。其中新竹縣市界至經國路一段和經國路三段至新竹市苗栗縣界路段編列為台1線的一部分。

## 歷史
日本治臺時期，以原清代南北官道路況彎曲狹窄，乃於1916年在鐵路西側的軍用道路予以拓寬改善，1924年改善完成，作為臺灣南北公路的一部份。二戰後改名為中華路。

## 行經行政區域
（由東北至西南）
- 東區
- 北區
- 香山區

## 分段
中華路共分為六段：
- 一段：北起頭前溪橋與新竹縣竹北市相接，南於自由路與中華路二段相接。
- 二段：北於自由路與中華路一段相接，南於四維路與中華路三段相接。
- 三段：北於四維路與中華路二段相接，南於中山路與中華路四段相接。
- 四段：北於中山路與中華路三段相接，南於元培街、大庄路與中華路五段相接。
- 五段：北於元培街、大庄路與中華路四段相接，南與中華路六段相接。
- 六段：北與中華路五段相接，南與苗栗縣竹南鎮中華路相接。

## 車道配置
（由東北至西南）
- 新竹縣市界－經國路一段：雙向各三車道及中央綠化安全島
- 經國路一段－東大路高架橋：雙向各二車道及中央綠化安全島
- 東大路高架橋－林森路：雙向各二車道
- 林森路－中山路：雙向各一車道
- 中山路－經國路三段：
  - 北向：二車道並設置一機慢車道
  - 南向：二車道
  - 設置中央綠化安全島設置
- 經國路三段－西濱公路香山聯絡道：雙向各二車道及中央綠化安全島，並各設有一機慢車道
- 西濱公路香山聯絡道－國道三號香山交流道南端：雙向各三車道
- 國道三號香山交流道南端－新竹市苗栗縣界：雙向各二車道及中央綠化安全島，並各設有一機慢車道

## 沿線設施
（由東北至西南）

### 中華路一段
- 台68線新竹二交流道

### 中華路二段
- 國立新竹高級工業職業學校（2號）
- 國立新竹女子高級中學（270號）
- 台灣電力公司新竹區營業處（400號）
- 新竹火車站（445號）
- 新竹國泰綜合醫院（678號）

### 中華路三段
- 內政部移民署新竹市服務站（12號）
- 台溪公園（振興路至客雅溪之南側）

### 中華路四段
- 唐高義士銅像（經國路三段交叉路口）
- 國泰世華商業銀行香山分行（582號）

### 中華路五段
- 三姓橋車站（元培街32巷30號）
- 中華郵政新竹三姓橋郵局 （页面存档备份，存于）（53號）
- 新竹市消防局第一大隊朝山分隊（688號）
- 新竹市警察局第三分局朝山派出所（690號）
- 新竹市香山區朝山國民小學 （页面存档备份，存于）（648巷126號）
- 新竹市立富禮國民中學 （页面存档备份，存于）（富禮街16號）
- 香山火車站（347巷2弄27號）

### 中華路六段
- 福爾摩沙高速公路香山交流道（109）